# Татароглу, Ибрахим
Ибрахим Татароглу (тур. İbrahim Tataroğlu; род. 1 января 2006, Стамбул) — турецкий дзюдоист, бронзовый призёр этапов Большого шлема, участник летних Олимпийских игр 2024 года в Париже. Выступает в тяжёлой весовой категории (свыше 100 кг).
Тренируется по руководством Бекташа Демиреля и Ираклия Узнадзе. Является одним из самых молодых дзюдоистов, участвовавших в Олимпиадах.
На Олимпиаде Татароглу в первой схватке победил словенца Энея Маринича, но затем проиграл представителю Республики Корея Киму Минджону и остался без олимпийских наград.
Владеет чеченским, русским, английским и турецким языками.

## Спортивные результаты
- Первенство Турции среди кадетов 2022 — ;
- Этап Кубка Европы среди кадетов 2022 (Загреб) — ;
- Этап Кубка Европы среди кадетов 2022 (Теплице) — ;
- Этап Кубка Европы среди кадетов 2022 (Бухарест) — ;
- Первенство Европы среди кадетов 2022 — ;
- Первенство Европы среди кадетов 2023 — ;
- Первенство мира среди кадетов 2023 — ;
- Первенство Европы среди юниоров 2024 — ;
- Первенство мира среди юниоров 2024 — ;
- Большой шлем 2024 (Анталия) — ;
- Большой шлем 2024 (Бариси) — ;
- Чемпионат Турции по дзюдо 2025 — ;

## Семья
Сын турецкого дзюдоиста чеченского происхождения, чемпиона и призёра чемпионатов Европы, призёра чемпионатов мира Селима Татароглу, племянник другого турецкого дзюдоиста Бекташа Демиреля и двоюродный брат Мухаммеда Демиреля и Ибрахима Демиреля.